# Знахар (фільм, 1982)
«Знахар» (пол. Znachor) — польський кінофільм 1982 року, котрий поставив режисер Єжи Гоффман з Єжи Бінчицьким та Анною Димною в головних ролях. Екранізація роману Тадеуша Доленги-Мостовича. Ремейк однойменного фільму 1937 року.

## Сюжет
Зі знаменитим хірургом професором Рафалом Вільчуром (Єжи Бінчицький) відбувається трагедія, яка змінила все його життя. В одну з річниць свого весілля Вільчур дізнається, що дружина вирішила залишити його й забрати їхню маленьку доньку Марисю (Анна Димна). Рафал не в змозі впоратися зі своїм горем. У той самий день на нього нападає компанія п'яниць. Після побиття Рафал приходить до тями, опинившись на вулиці без грошей та документів і до того ж утративши пам'ять. Йому доводиться пережити кілька років поневірянь і горя. Затим, що Вільчур не пам'ятає, хто він, і не має документів, йому доводиться стати волоцюгою. Одного разу він краде документи на ім'я Антонія Косіби й відтоді живе під цим ім'ям. І все-таки доля повертається до нього лицем. Рафал Вільчур не пам'ятає, хто він, але усвідомлює, що вміє лікувати. Знайшовши притулок у родині заможного мірошника-українця, він ставить на ноги його безнадійно хворого сина-каліку й стає членом родини. Зростає слава доброго й чуйного сільського лікаря, поголос про знахаря розходиться всією округою… А незабаром він зустрічає гарну дівчину — скромну продавчиню на ім'я Марися. Вільчурові здається, що вона йому знайома. Марися закохана в молодого графа Лешека Чинського, який відповідає їй взаємністю. Наперекір волі батьків заможний юнак робить бідній дівчині пропозицію одружитися. Але цього ж вечора молода пара потрапляє в аварію. Лешек відбувся переломаною рукою та легким струсом мозку, а от Марисине життя в небезпеці. Щоб урятувати її, Вільчур іде на злочин — викрадає медичні інструменти й за це потрапляє до в'язниці на три роки. По деякому часі Лешек повертається з-за кордону, куди їздив на лікування. Він переконаний, що Марися загинула, й вирішує накласти на себе руки. В останню мить він дізнається правду, яку батьки від нього приховали, й поспішає на зустріч із коханою. Закохані знову разом. Пара винаймає дорогих адвокатів, що подають апеляцію на вирок Антонієві Косібі. За свідка туди прибуває хірург Добронецький, котрий працював колись разом із професором Вільчуром. Він запевняє, що всі операції, які зробив Антоній Косіба, проведено на високому професійному рівні. Після недовгих сумнівів він упізнає свого наставника, професора Рафала Вільчура.

## Відмінності між фільмом і романом
У фільмі зменшено кількість героїв, деякі з них об'єднують характери та функції кількох персонажів роману. Зокрема, професор Добронецький, який у фільмі є Вільчуровим учнем, що всі роки беріг пам'ять про нього й упізнає його на суді, у книзі є заздрісником професора (на відміну від його учня Скружня) й під час процесу замовчує впізнання, побоюючись, що клініка, яку він очолив після зникнення професора, знову повернеться власникові. Тому впізнання відбувається на могилі Беати (дружини), куди професор приїздить під тиском сумління.
Образ Беати (дружини Вільчура) є виписанішим: вона залишає чоловіка, покохавши бідного єгеря, й виїздить із ним у глушину. Одначе єгер хворий на сухоти й за 5 років помирає, а ще через 4 роки й сама Беата. У книзі присутній і образ опікунки, що ретельно дбає про добропорядність свого дому.
Також змінено епізод із бійкою: вона виникає між мамулуватим лимаренком, що не мав до Марисі жодних романтичних почуттів, і працівником пошти, що в такий спосіб бажав прихилити її до себе. Чинський вимагав у батьків відмовитися від лимаревих послуг в обмін на свій від'їзд до дядька (у фільмі лишається тільки батьків наказ). Розсерджений лимар вигнав сина з дому, він пустився берега, відсидів у в'язниці й вирішив помститися Чинському й Марисі, підклавши колоди на дорогу. За це його засудили на 2 роки.
Сконденсовано час дії. У тексті роман Марисі й Чинського триває 2 роки, з тривалими розлуками, бо граф приїздить до батьків лише на літо. Чинський у романі менш рішучий. Постановивши одружитися з Марисею, він влаштовується на батьківську фабрику й отримує там трирічний контракт. Доти вони таємно зустрічаються в лісі, тому через це після одужання від неї відвертається товариство.
У мельниковій родині живе дочка–вдова робітника з графського заводу, що має доньку Наталку, з якою приятелює знахар. Антоній робить Марисі подарунки, й тому в родині побутує думка, що він хоче одружитися з нею. Коли Марися опиняється в родині, в неї закохується Василь.
Також підправлено окремі репліки героїв і додано видовищності й драматичності сценам.

## У головних ролях
- Єжи Бінчицький — хірург-професор Рафал Вільчур / знахар Антоній Косіба
- Анна Димна — Марія Йоланта Вільчур (Марися)
- Єжи Треля — Самуель
- Томаш Стокінгер — Лешек Чинський, граф, наречений Марисі Вільчур
- Божена Дикель — Соня
- Анджей Копічинський — лікар Павлицький
- Петро Фрончевський — хірург Добранецький, учень професора Вільчура
- Петро Грабовський — Зенек
- Марія Хомерська — Елеонора Чинська, графиня, Лешекова мати
- Бернард Ладиш — мельник Прокоп
- Артур Барчиш — Василько, Прокопів син
- Яніна Боронська-Лонгва — Прокопова дочка

## Знімальна група
- Режисер: Єжи Гоффман
- Оператор: Єжи Госцик
- Сценарист: Яцек Фуксевич, Єжи Гоффман
- Композитор: Петро Марчевський
- Художник: Тереза Смус, Єжи Шеський